# Металлург (футбольный клуб, Верхняя Пышма)
«Металлург» — советский и российский футбольный клуб, представлявший в разные годы Свердловск (Екатеринбург) и его пригород Верхняя Пышма.
Выступал на стадионе «Металлург» (Верхняя Пышма, ул. Кривоусова, д. 15), вмещающем 3000 зрителей.

## История
Основан в 1946 году (по другим сведениям в 1963 году) под названием «Металлург» (Верхняя Пышма), представлял местное градообразующее предприятие «Уралэлектромедь». Большую часть своей истории выступал в соревнованиях коллективов физкультуры. Чемпион Свердловской области 1966 и 1987 годов, обладатель Кубка области 1963 года.
В 1988 году с целью улучшения подготовки резерва на базе «Металлурга» при участии футбольного клуба «Уралмаш», облспорткомитета и спортивного клуба армии был создан Межведомственный центр олимпийской подготовки (МЦОП). Команда стала своеобразной ступенью между ДЮСШ и командой мастеров («Уралмаш»). В том же сезоне команда МЦОПа принял участие в первенстве РСФСР среди КФК — заняла пятое место в зоне 3 («Урал»).
В 1989 году выступал во второй лиге СССР под названием «МЦОП-Металлург» (занял 20-е место во второй зоне).
Следующие три года играл на любительском уровне: в 1990 году в первенстве РСФСР среди КФК в зоне «Урал» занял первое место (на финальном турнире в Камышине —
четвёртое), в 1991 — седьмое, в 1992 году занял второе место в зоне «Урал» первенства России среди КФК, а также выиграл коммерческий турнир «Футбол России».
В 1993—1996 годах выступал на профессиональном уровне (среди команд мастеров): во второй (1993, под названием «Уралэлектромедь») и третьей (1994—1996, под названием «Уралмаш-д» Екатеринбург — в 1994 году вошёл в структуру клуба «Уралмаш» как его дублирующий состав) лигах.
В последующие годы играл в любительских соревнованиях.
С 2004 года снова стал самостоятельным клубом, выступал под названиями «Уралэлектромедь» и «Металлург».  Принимал участие в чемпионате и кубке Свердловской области. По окончании сезона 2014 был расформирован.

## Достижения
- 1990 — победитель зоны «Урал» чемпионата РСФСР среди КФК
- 1992 — серебряный призёр зоны «Урал» чемпионата России среди кфк
- 1992 — победитель турнира «Футбол России»
- 1966, 1987 — чемпион Свердловской области
- 1963, 1968, 1969, 2012 (в) — бронзовый призёр чемпионата Свердловской области
- 2008 — финалист Кубка Свердловской области

## Названия
- 1946—1988: Металлург (Верхняя Пышма)
- 1989: МЦОП-Металлург (Свердловск)
- 1990: МЦОП-Металлург (Верхняя Пышма)
- 1991: Металлург (Верхняя Пышма)
- 1992: МЦОП-Металлург (Верхняя Пышма)
- 1993: Уралэлектромедь (Верхняя Пышма)
- 1994: Уралэлектромедь-Уралмаш-Д (Екатеринбург)
- 1994—1996: Уралмаш-Д (Екатеринбург)
- 1997—2003: УЭМ-Уралмаш-Д (Верхняя Пышма)
- 2004-?: Уралэлектромедь (Верхняя Пышма)
- 2008: УЭМ
- 2009: Металлург
- 2010: Элем
- 2011—2014: Металлург

## Тренеры
- Ерохин, Виктор Фёдорович (1989—1993, 1995, 1997, 2004—2014)